# Крёлль, Клаус
Кла́ус Крёлль (нем. Klaus Kröll, род. 24 апреля 1980 года, Эбларн) — австрийский горнолыжник, участник трёх Олимпийских игр, победитель этапов Кубка мира. Специализировался в скоростных дисциплинах (выступает только в скоростном спуске и супергиганте).
Чемпион мира среди юниоров 1999 года в супергиганте и чемпион мира среди юниоров 2000 года в скоростном спуске.
В Кубке мира Крёлль дебютировал в 2000 году, в январе 2009 года одержал свою первую победу на этапе Кубка мира, в супергиганте. Всего имеет 6 побед на этапах Кубка мира, 4 в скоростном спуске и 2 в супергиганте. Три из своих шести побед Клаус одержал в норвежском Квитфьелле. Всего за карьеру 24 раза попадал в тройку лучших на этапах Кубка мира. Лучшим достижением в общем зачёте Кубка мира являются для Крёлля 7-е место в сезоне 2011/12. В том же сезоне Клаус выиграл зачёт скоростного спуска в рамках Кубка мира.
На Олимпийских играх 2006 года в Турине занял 22-е место в скоростном спуске. На Олимпиаде-2010 в Ванкувере стал 9-м в скоростном спуске. На Играх 2014 года в Сочи Крёлль стал 22-м в скоростном спуске.
За свою карьеру выступал на трёх чемпионатах мира: 10-е место в супергиганте и 9-е место в скоростном спуске в 2009 году в Валь-д’Изере, 11-е место в скоростном спуске в 2011 году в Гармиш-Партенкирхене, 4-е место в скоростном спуске в 2013 году в Шладминге.
Завершил карьеру в феврале 2017 года.
Использовал лыжи и ботинки производства фирмы Salomon.

## Победы на этапах Кубка мира (6)
| № | Сезон   | Дата        | Место      | Дисциплина           |
| - | ------- | ----------- | ---------- | -------------------- |
| 1 | 2008/09 | 23 янв 2009 | Кицбюэль   | Супергигант          |
| 2 | 2008/09 | 7 мар 2009  | Квитфьелль | Скоростной спуск     |
| 3 | 2010/11 | 15 янв 2011 | Венген     | Скоростной спуск (2) |
| 4 | 2011/12 | 3 фев 2012  | Шамони     | Скоростной спуск (3) |
| 5 | 2011/12 | 2 мар 2012  | Квитфьелль | Супергигант (2)      |
| 6 | 2011/12 | 3 мар 2012  | Квитфьелль | Скоростной спуск (4) |